# Reforma por la Democracia (partido)
Reforma por la Democracia fue un partido político griego, surgido de una disidencia de Movement for the Reorganization of the Communist Party of Greece 1918–1955. En el 2000 se incorporó en Synaspismós, y desde 2004 hasta 2012 fue miembro de Syriza. En 2015, deciden cambiar su ideario en su IV Congreso, abandonando la socialdemocracia por el marxismo-leninismo, hallándose incluso a la izquierda respecto al Partido Comunista de Grecia.  
- Datos: Q109312430